# Caralluma
Caralluma là chi thực vật có hoa trong họ Apocynaceae.

## Hình ảnh

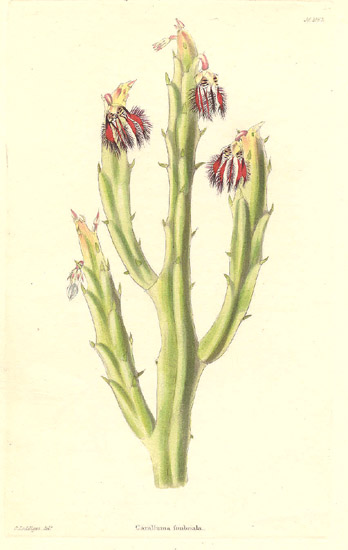
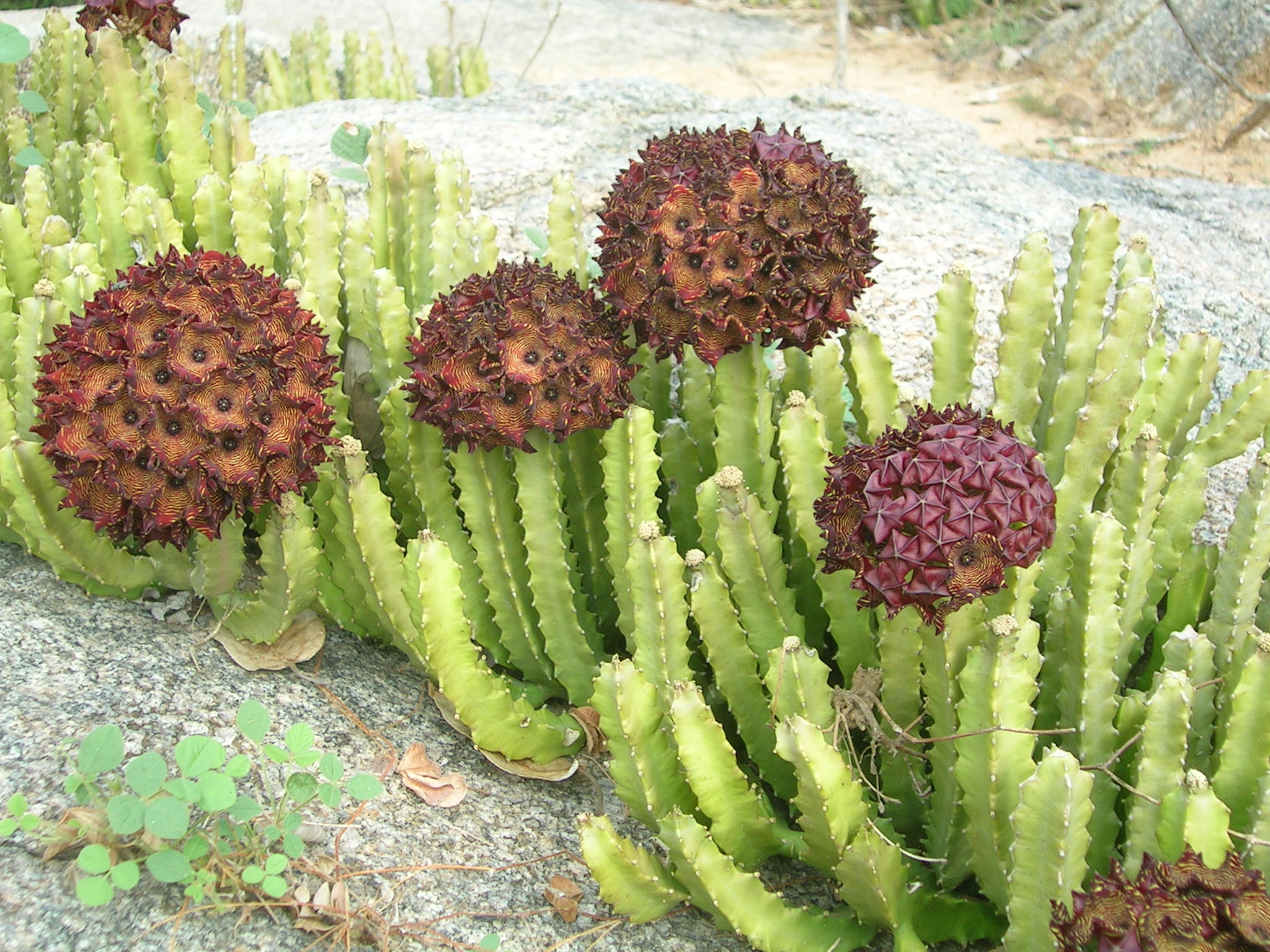
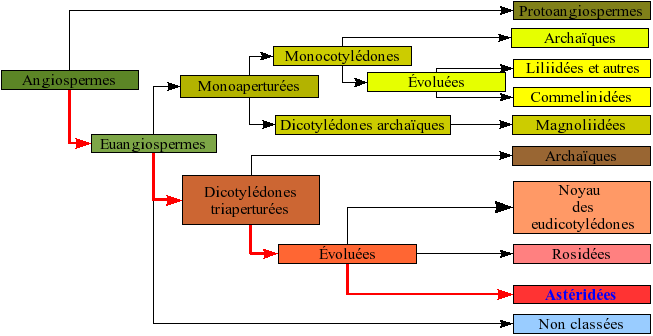